# Alexa McDonough
Pour les articles homonymes, voir McDonough.
 (janvier 2018).
Si vous disposez d'ouvrages ou d'articles de référence ou si vous connaissez des sites web de qualité traitant du thème abordé ici, merci de compléter l'article en donnant les références utiles à sa vérifiabilité et en les liant à la section « Notes et références ».
Alexa McDonough, née le 11 août 1944 et morte le 15 janvier 2022 à Halifax, est une travailleuse sociale et femme politique canadienne.
Elle est cheffe du Nouveau Parti démocratique de la Nouvelle-Écosse de 1980 à 1995 et cheffe du Nouveau Parti démocratique du Canada de 1995 à 2003.

## Biographie

### Jeunesse
Alexa McDonough est née le 11 août 1944 à l'Ottawa Civic Hospital (en) de la ville d'Ottawa en Ontario. Son père, Lloyd Shaw, est un homme d'affaires prospère, proche du courant politique progressiste. Il est le premier directeur des recherches de l'association qui a précédé le NPD, la Fédération du Commonwealth coopératif, et un des premiers contributeurs financiers du NPD lors de sa formation en 1961.
Alexa McDonough étudie à l'Université Dalhousie d'Halifax (Nouvelle-Écosse). Elle obtient un B.A. en 1965 et une maîtrise de travail social en 1967. Elle travaille aux États-Unis pendant deux ans, puis revient en Nouvelle-Écosse pour travailler pour le ministère des Services sociaux.

### Carrière politique
Après avoir brigué deux fois un siège à la Chambre des communes du Canada, en 1979 et 1980, Alexa McDonough devient cheffe du NPD provincial, remportant un siège à l'Assemblée législative de la province en 1981. Elle est la première femme au Canada à diriger un parti politique majeur. Pendant les trois années qui suivent, elle est la seule femme et la seule néo-démocrate à l'Assemblée législative de la Nouvelle-Écosse. Elle est vue comme une militante passionnée et courageuse qui défend les politiques néo-démocrates comme la sécurité pour les travailleurs, les protections des droits de la personne et l'équité salariale.
En 1994, elle démissionne du poste de chef du NPD provincial. L'année suivante, elle se lance dans la course à la direction du NPD fédéral lorsqu'Audrey McLaughlin annonce son départ. Au congrès d'investiture du 14 octobre 1995, elle termine deuxième au premier tour, devant Lorne Nystrom (en). Svend Robinson, jugeant que la plupart des partisans de Nystrom iront à McDonough au deuxième tour, concède la victoire à McDonough.
Alexa McDonough hérite d'un parti qui a remporté 9 sièges à l'élection générale de 1993. Lors de l'élection de 1997, sa première élection à titre de cheffe, le NPD remporte 21 sièges et fait une percée historique dans les provinces maritimes. Elle est élue députée de la circonscription de Halifax.
Les années suivantes, le leadership d'Alexa McDonough soulève la controverse au motif qu'elle tenterait d'attirer le parti vers le centre de l'échiquier politique, à la Tony Blair. Les chefs syndicaux sont peu enthousiastes, menaçant souvent de retirer leur appui. Plusieurs militants du parti créent un processus, la New Politics Initiative (NPI), pour tenter de nouer des liens entre le NPD et des groupes d'activistes en dehors du processus parlementaire. La proposition de la NPI est défaite au congrès politique du parti, mais plusieurs de ses idées seront plus tard adoptées par Jack Layton, dont la campagne pour le leadership du NPD est appuyée par plusieurs partisans du NPI, dont Svend Robinson, Libby Davies et Judy Rebick.
L'Alliance canadienne, sous son nouveau chef Stockwell Day, présente un défi supplémentaire pour le NPD d'Alexa McDonough. Craignant la perspective d'un gouvernement allianciste, des partisans du NPD donnent leur vote au Parti libéral. De plus, deux députés néo-démocrates, Rick Laliberté et Angela Vautour, font défection et réduisent le caucus néo-démocrate à 19 sièges.
En 2000, le NPD remporte 13 sièges et le plus faible pourcentage des voix depuis des années. Le parti remporte un siège de plus, à Windsor-Ouest, lors d'une élection partielle en 2002.
Alexa McDonough annonce son intention de renoncer au poste chef du NPD en 2002. Au congrès d'investiture du 25 janvier 2003, Jack Layton lui succède. Elle est réélue à la Chambre des communes aux élections de 2004 et de 2006. Elle est critique aux Affaires étrangères et à l'Éducation post-secondaire pour le NPD.

### Retrait
Le 2 juin 2008, Alexa McDonough annonce qu'elle ne se représenterait pas dans la circonscription d'Halifax aux prochaines élections fédérales. Cette annonce est faite à l'hôtel Lord Nelson, l'endroit même où elle avait célébré sa victoire en 1997 en tant que députée d'Halifax. McDonough déclare néanmoins qu'elle continuerait son mandat de députée jusqu'aux prochaines élections fédérales. 
Le 3 mai 2013, Alexa McDonough annonce qu'elle a un cancer du sein.
Alexa McDonough meurt le 15 janvier 2022 à l'âge de 77 ans en maison de retraite à Halifax des suites de la maladie d'Alzheimer dont elle a été diagnostiquée quelques années auparavant.